# Ready to the Glory
Ready to the Glory es una maqueta editada en formato de disco de vinilo y casete, de la banda española Avalanch, publicada en 1993 bajo el sello de Vudu Records.

## Descripción
Este material discográfico fue grabado de abril a mayo de 1993.  Actualmente es un disco descatalogado y muy apreciado por los coleccionistas del grupo. La formación de entonces difiere bastante a la que grabó su primer disco de estudio real, salvo Juan Lozano como cantante y Alberto Ardines a la batería, La llama eterna (1997), y la propia banda sitúa su comienzo discográfico con el disco antes mencionado.
De esa maqueta únicamente, se recuperó para el entonces futuro disco La llama eterna el tema «Excalibur», adaptado al castellano —aunque la versión inglesa enlistada en el  Eternal Flame contenía la misma letra que esta maqueta—.

## Lista de canciones
| Lado A |                                               |          |  |
| N.º    | Título                                        | Duración |  |
| 1.     | «Intro» (Introducción)                        | 0:40     |  |
| 2.     | «Misery» (Miseria)                            | 3:32     |  |
| 3.     | «Ready to the Glory» (Preparados a la gloria) | 4:38     |  |
| 4.     | «Red Night» (Noche roja)                      | 4:08     |  |
| 5.     | «Vencer»                                      | 3:00     |  |

| Lado B |                                                 |          |  |
| N.º    | Título                                          | Duración |  |
| 6.     | «Excalibur»                                     | 4:40     |  |
| 7.     | «Strangers in the Night» (Extraños en la noche) | 3:32     |  |
| 8.     | «Treat Them Fine» (Trátenlos bien)              | 3:44     |  |
| 9.     | «The Wink of the Moon» (El centello de la luna) | 4:08     |  |
| 34:04  |                                                 |          |  |

## Créditos
- Juan Lozano — voz
- Juan Ángel Aláez — guitarra
- Javier de Castro — guitarra
- Charly García — bajo
- Alberto Ardines — batería

## Curiosidades
- El propio nombre de la maqueta (al igual que el de la banda) es incorrecto gramaticalmente. Lo correcto sería Ready for Glory («Preparados para la gloria»). Ready to the Glory, por sí solo, significaría "Preparados a la gloria".